# WhiteMagic
WhiteMagic是一種由Sony開發並首用於Sony Xperia P的顯示技術。這技術在平常的RGB像素中額外多加一個白色的子像素，使其每個像素都包含RGBW子像素。Sony聲稱由於白色子像素有較高透光度，所以只需要少點電作背光用即可提供同樣的亮度，達至節省電力之效。此技術亦有由Japan Display等其他公司展示。雖然此技術和Pentile RGBW一樣有RGBW子像素，但不同於PenTile RGBW中每組RGBW子像素分屬兩個像素，每組RGBW子像素在WhiteMagic中均屬於同一個像素。這樣除了能避免了某些因PenTile而起的問題，還能在相同ppi下提供雙倍子像素密度。

## 另見
- Quattron
- PenTile
- Sony xperia P
- Fujitsu ARROWS NX F-01F（日语：F-01F）
- Fujitsu ARROWS NX F-05F（日语：F-05F）
- 背光